# ミニーホーク (競走馬)
ミニーホーク（Minnie Hauk）は、アイルランドで生産・調教されている競走馬である。主な勝ち鞍は2025年のオークスステークス、アイリッシュオークス。

## 概要

### 2歳（2024年）
10月1日にコーク競馬場の未勝利戦にてウェイン・ローダンを背にデビューして2着に入った。
続いて10月19日のレパーズタウン競馬場の未勝利戦にて初勝利を挙げた。

### 3歳（2025年）
5月7日のチェシャーオークスにライアン・ムーアを乗せて出走。好スタートを決めて2番手を確保して最終コーナーで先頭に立つと直線で差を広げてシークレットオブラヴに詰め寄られるも押し切って1馬身差で勝利した。
6月6日のオークスステークスでは、デザートフラワーに次ぐ8.5倍の2番人気の支持を受けて出走。逃げるワールから少し離れた2番手を追走。直線に入ると伸びあぐねるデザートフラワーを尻目に、残り3ハロンのところで仕掛けて粘るワールを追撃。2頭で一騎打ちの形となり、長い叩き合いの果てにクビ差で交わして勝利を掴んだ。

## 血統表
| ミニーホークの血統        | ミニーホークの血統                                                  | ミニーホークの血統                                                  | （血統表の出典）                                                    | （血統表の出典）    |
| 父系                      | サドラーズウェルズ系                                                | サドラーズウェルズ系                                                | サドラーズウェルズ系                                                |                     |
| 父 Frankel 鹿毛 2008      | 父の父Galileo 鹿毛 1998                                             | Sadler's Wells                                                      | Northern Dancer                                                     | Northern Dancer     |
| 父 Frankel 鹿毛 2008      | 父の父Galileo 鹿毛 1998                                             | Sadler's Wells                                                      | Fairy Bridge                                                        |                     |
| 父 Frankel 鹿毛 2008      | 父の父Galileo 鹿毛 1998                                             | Urban Sea                                                           | Miswaki                                                             | Miswaki             |
| 父 Frankel 鹿毛 2008      | 父の父Galileo 鹿毛 1998                                             | Urban Sea                                                           | Allegretta                                                          |                     |
| 父 Frankel 鹿毛 2008      | 父の母Kind 鹿毛 2001                                                | *デインヒル                                                         | Danzig                                                              | Danzig              |
| 父 Frankel 鹿毛 2008      | 父の母Kind 鹿毛 2001                                                | *デインヒル                                                         | Razyana                                                             |                     |
| 父 Frankel 鹿毛 2008      | 父の母Kind 鹿毛 2001                                                | Rainbow Lake                                                        | Rainbow Quest                                                       | Rainbow Quest       |
| 父 Frankel 鹿毛 2008      | 父の母Kind 鹿毛 2001                                                | Rainbow Lake                                                        | Rockfest                                                            |                     |
| 母 Multilingual 鹿毛 2012 | 母の父Dansili 鹿毛 1996                                             | *デインヒル                                                         | Danzig                                                              | Danzig              |
| 母 Multilingual 鹿毛 2012 | 母の父Dansili 鹿毛 1996                                             | *デインヒル                                                         | Razyana                                                             |                     |
| 母 Multilingual 鹿毛 2012 | 母の父Dansili 鹿毛 1996                                             | Hasili                                                              | Kahyasi                                                             | Kahyasi             |
| 母 Multilingual 鹿毛 2012 | 母の父Dansili 鹿毛 1996                                             | Hasili                                                              | Kerali                                                              |                     |
| 母 Multilingual 鹿毛 2012 | 母の母Zenda 鹿毛 1999                                               | Zamindar                                                            | Gone West                                                           | Gone West           |
| 母 Multilingual 鹿毛 2012 | 母の母Zenda 鹿毛 1999                                               | Zamindar                                                            | Zaizafon                                                            |                     |
| 母 Multilingual 鹿毛 2012 | 母の母Zenda 鹿毛 1999                                               | Hope                                                                | *ダンシングブレーヴ                                                 | *ダンシングブレーヴ |
| 母 Multilingual 鹿毛 2012 | 母の母Zenda 鹿毛 1999                                               | Hope                                                                | Bahamian                                                            |                     |
| 母系(F-No.)               | Davill's Old Woodcock Mare(FN:19)                                   | Davill's Old Woodcock Mare(FN:19)                                   | Davill's Old Woodcock Mare(FN:19)                                   |                     |
| 5代内の近親交配           | デインヒル：S3×M3, Northern Dancer：S4×S5×M5, Mr. Prospector：S5×M5 | デインヒル：S3×M3, Northern Dancer：S4×S5×M5, Mr. Prospector：S5×M5 | デインヒル：S3×M3, Northern Dancer：S4×S5×M5, Mr. Prospector：S5×M5 |                     |

- 半兄にサマーマイルステークスなどを制したティルジット[2]。
- 祖母のゼンダはプール・デッセ・デ・プーリッシュの勝ち馬[2]。
- その他の近親にキングマンやオアシスドリームなどがいる[2]。